# Los corruptores
Los corruptores es una película de Argentina Brasil filmada en Eastmancolor dirigida por Teo Kofman sobre su propio guion escrito en colaboración con Víctor Proncet que se estrenó el 13 de agosto de 1987 y contó como actores principales con Antonio Grimau, Rodolfo Ranni, Daniel Miglioranza y Vanessa Alves. Tuvo el título alternativo de Amor salvaje y fue filmada en el Paraguay.
Una película del mismo nombre, que no llegó a estrenarse, fue dirigida en 1966 por Alberto Du Bois.

## Sinopsis
Una banda de delincuentes dedicada a la trata de blancas y al tráfico de drogas.

## Reparto
Participaron del filme los siguientes intérpretes:
| Actor                | Personaje     |
| -------------------- | ------------- |
| Antonio Grimau       | Sergio        |
| Rodolfo Ranni        | Dr. Álvarez   |
| Daniel Miglioranza   | Paquito       |
| Vanessa Alves        | Sonia Lescano |
| Marcella Prado       |               |
| Raúl Melamed         |               |
| Graciela Cánepa      |               |
| Juan Carlos Cañete   |               |
| Humberto Gulino      |               |
| Orlando Amarilla     |               |
| Gabriel De Felice    |               |
| Juan Ramón Benítez   |               |
| Jesús Pérez          |               |
| Carolina García      |               |
| Rosmary Boggino      |               |
| Graciela Martínez    |               |
| María Teresa Coronel |               |
| Yrina Araujo         |               |

## Comentarios
Diario Popular escribió:

«La película sirve para pasar el rato.»

Claudio España en La Nación opinó:

«Poco libro, buenas imágenes, algo de violencia, amago de adismo, sexo intenso sólo durante un ratito, una huida y una persecución…El film no avanza demasiado: más bien estimula el bostezo.»

Manrupe y Portela escriben:

«…inferior a cualquier  telefilm standard.»